# Lista de arcebispos portugueses
Esta lista contém os Arcebispos portugueses.

## Arquidioceses

### Actuais
| Arquidiocese          | Criação | Elevação | Prelados       | Actual Arcebispo          |
| --------------------- | ------- | -------- | -------------- | ------------------------- |
| Arquidiocese de Braga | 380     | 440      | 120 Arcebispos | D. Jorge Ortiga           |
| Arquidiocese de Évora | 300     | 1540     | 29 Arcebispos  | D. Francisco Senra Coelho |

### Antigas
| Arquidiocese            | Criação | Elevação | Despromoção | Prelados    |
| ----------------------- | ------- | -------- | ----------- | ----------- |
| Arquidiocese do Funchal | 1514    | 1533     | 1551        | 1 Arcebispo |

### Ultramar
| Arquidiocese                          | Criação   | Elevação | Jurisdição | Prelados      |
| ------------------------------------- | --------- | -------- | ---------- | ------------- |
| Arquidiocese de Goa e Damão           | 1533      | 1558     | até 1975   | 32 Arcebispos |
| Arquidiocese de Cranganor             | 1599      | 1599     | até 1838   | 13 Arcebispos |
| Arquidiocese de São Salvador da Bahia | 1551      | 1676     | até 1823   | 15 Arcebispos |
| Arquidiocese de Luanda                | 1609      | 1940     | até 1975   | 2 Arcebispos  |
| Arquidiocese de Lourenço Marques      | 1612/1783 | 1940     | até 1974   | 2 Arcebispos  |

## Arcebispos
Os prelados encontram-se ordenados por data de nomeação.
| Prelado                              | Vida                  | Título                                                                          | Carreira |
| ------------------------------------ | --------------------- | ------------------------------------------------------------------------------- | --- |
| D. Inácio de São Caetano, O.C.D.     | 1719–1788 († 69 anos) | Inquisidor-Geral de Portugal Arcebispo Titular                                  | 1771–1778 Bispo de Penafiel 1778–1788 Arcebispo Titular 1787–1788 Inquisidor-Geral de Portugal |
| D. José Alves de Matos               | 1855–1917 († 62 anos) | Arcebispo Auxiliar de Lisboa                                                    | 1903–1917 Arcebispo Auxiliar de Lisboa |
| D. Sebastião Leite de Vasconcellos   | 1852–1923 († 70 anos) | Bispo de Beja Arcebispo Titular                                                 | 1907–1919 Bispo de Beja 1919–1923 Arcebispo Titular |
| D. João Evangelista de Lima Vidal    | 1874–1958 († 83 anos) | Arcebispo-Bispo de Aveiro                                                       | 1909–1915 Bispo de São Paulo de Loanda 1915–1923 Arcebispo Auxiliar de Lisboa 1923–1933 Arcebispo-Bispo de Vila Real 1933–1940 Arcebispo Titular 1940–1958 Arcebispo-Bispo de Aveiro                                          |
| D. Manuel Mendes da Conceição Santos | 1876–1955 († 78 anos) | Arcebispo de Évora                                                              | 1915–1920 Bispo de Portalegre 1920 Arcebispo Coadjutor de Évora 1920–1955 Arcebispo de Évora |
| D. António Bento Martins Júnior      | 1881–1963 († 82 anos) | Arcebispo Primaz de Braga                                                       | 1928–1932 Bispo de Bragança e Miranda 1932 Arcebispo Coadjutor de Braga 1932–1963 Arcebispo Primaz de Braga |
| D. Ernesto Sena de Oliveira          | 1892–1972 († 80 anos) | Arcebispo-Bispo de Coimbra                                                      | 1931–1944 Arcebispo Auxiliar de Lisboa 1944–1948 Arcebispo-Bispo de Lamego 1948–1967 Arcebispo-Bispo de Coimbra 1967–1971 Arcebispo Titular                                                                                   |
| D. Moisés Alves de Pinho, C.S.Sp.    | 1883–1980 († 96 anos) | Arcebispo de Luanda                                                             | 1932–1940 Bispo de São Paulo de Loanda 1940–1966 Arcebispo de Luanda 1941–1966 Bispo de São Tomé e Príncipe 1966–1971 Arcebispo Titular                                                                                       |
| D. Manuel Trindade Salgueiro         | 1898–1965 († 66 anos) | Arcebispo de Évora                                                              | 1940–1949 Bispo Auxiliar de Lisboa 1949–1955 Arcebispo Auxiliar de Lisboa 1955–1965 Arcebispo de Évora |
| D. Manuel dos Santos Rocha           | 1905–1983 († 77 anos) | Arcebispo-Bispo de Beja                                                         | 1949–1956 Bispo Auxiliar de Lisboa 1956–1965 Arcebispo Auxiliar de Lisboa 1965–1980 Arcebispo-Bispo de Beja |
| D. Francisco Maria da Silva          | 1910–1967 († 67 anos) | Arcebispo Primaz de Braga                                                       | 1956–1963 Bispo Auxiliar de Braga 1963–1977 Arcebispo Primaz de Braga |
| D. Frei David de Sousa, O.F.M.       | 1911–2006 († 94 anos) | Arcebispo de Évora                                                              | 1957–1965 Bispo do Funchal 1965–1981 Arcebispo de Évora |
| D. Manuel Nunes Gabriel              | 1912–1996 († 83 anos) | Arcebispo de Luanda Presidente da Conferência Episcopal de Angola e São Tomé    | 1957–1962 Bispo de Malanje 1962–1966 Arcebispo Coadjutor de Luanda 1966–1975 Arcebispo de Luanda 1966–1980 Administrador Apostólico de São Tomé e Príncipe 1966–1975 Presidente da Conferência Episcopal de Angola e São Tomé |
| D. Custódio Alvim Pereira            | 1915–2006 († 91 anos) | Arcebispo de Lourenço Marques Presidente da Conferência Episcopal de Moçambique | 1958–1962 Bispo Auxiliar de Lourenço Marques 1962–1974 Arcebispo de Lourenço Marques 1967–1969 Presidente da Conferência Episcopal de Moçambique                                                                              |
| D. António de Castro Xavier Monteiro | 1919–2000 († 80 anos) | Arcebispo-Bispo de Lamego                                                       | 1964–1966 Bispo Auxiliar de Vila Real 1966–1972 Arcebispo Auxiliar de Lisboa 1972–1995 Arcebispo-Bispo de Lamego |
| D. Eurico Dias Nogueira              | 1923–2014 († 91 anos) | Arcebispo Primaz de Braga                                                       | 1964–1972 Bispo de Vila Cabral (Angola) 1972–1977 Bispo de Sá da Bandeira (Moçambique) 1977–1999 Arcebispo Primaz de Braga |
| D. Júlio Tavares Rebimbas            | 1922–2010 († 88 anos) | Arcebispo-Bispo do Porto                                                        | 1965–1972 Bispo do Algarve 1972–1977 Arcebispo Auxiliar de Lisboa 1977–1982 Arcebispo-Bispo de Viana do Castelo 1982–1997 Arcebispo-Bispo do Porto                                                                            |
| D. Maurílio Quintal de Gouveia       | 1932–2019 († 86 anos) | Arcebispo de Évora                                                              | 1973–1978 Bispo Auxiliar de Lisboa 1978–1981 Arcebispo Auxiliar de Lisboa 1981–2008 Arcebispo de Évora |
| D. Jorge Ortiga                      | 1944 (81 anos)        | Arcebispo Primaz de Braga                                                       | 1987–1999 Bispo Auxiliar de Braga 1999– Arcebispo Primaz de Braga 2005–2011 Presidente da Conferência Episcopal Portuguesa |
| D. José Francisco Sanches Alves      | 1941 (83 anos)        | Arcebispo Emérito de Évora                                                      | 1998–2004 Bispo Auxiliar de Lisboa 2004–2008 Bispo de Portalegre-Castelo Branco 2008–2018 Arcebispo de Évora |
| D. Francisco Senra Coelho            | 1961 (64 anos)        | Arcebispo de Évora                                                              | 2014–2018 Bispo Auxiliar de Braga 2018– Arcebispo de Évora |
| D. José Avelino Bettencourt          | 1962 (62 anos)        | Núncio Apostólico na Arménia e Geórgia                                          | 2012–2018 Chefe de Protocolo da Santa Sé 2018– Núncio Apostólico na Arménia e Geórgia |
| D. José Cordeiro                     | 1967 (57 anos)        | Arcebispo Primaz-Eleito de Braga                                                | 2011–2021 Bispo de Bragança-Miranda 2021– Arcebispo Primaz-Eleito de Braga |